# Adelia (opera)
Az Adelia Gaetano Donizetti háromfelvonásos operája (opera seria). A szövegkönyvet Felice Romani (első két felvonás) és Girolamo Marini (harmadik felvonás) írták egy Michele Enrico Carafának készült librettó alapján, amelynek forrása egy ismeretlen francia színmű volt. A művet 1841. február 11-én mutatták be először a római Teatro Apollóban. Magyarországon még nem játszották.

## Szereplők
| Szereplő                    | Hangfekvés   | Az ősbemutató szereposztása |
| --------------------------- | ------------ | --------------------------- |
| Carlo, a herceg             | bariton      | Filippo Valentini           |
| Adelia                      | szoprán      | Giuseppina Strepponi        |
| Oliviero, Adelia szerelme   | tenor        | Lorenzo Salvi               |
| Arnoldo, a herceg kapitánya | basszus      | Ignazio Marini              |
| Comino                      | tenor        | Pietro Gasperini            |
| Odetta, Adelia szolgája     | mezzoszoprán | Clementina Baroni           |
| Egy katona                  | basszus      | Luigi Fossi                 |

## Cselekménye
Arnoldo, a burgundiai herceg kapitánya rajtakap egy piros köpenyes embert, amint az leánya, Adelia szobájának ablakán keresztül próbál kijutni a várból. Megtudja, hogy a piros köpönyeges nem más, mint Oliviero, egy helyi nemes, aki fülig szerelmes a lányba. Mivel Arnoldo nem rendelkezik nemesi címmel, nem bosszulhatja meg a lányán esett sérelmet Olivierón, viszont cselt eszel ki, és meggyőzi a herceget, hogy engedélyezze házasságukat, ugyanis tudja, hogy halál vár azon nemesekre, akik rangon alul nősülnek. Adelia ezt tudja, s emiatt mindent megtesz az esküvő elhalasztása érdekében, sőt öngyilkossággal fenyegetőzik. Arnoldo ugyan megsajnálja a lányt, de bosszúvágyán nem tud felülkerekedni. Megtartják az esküvőt. Adelia a szobájában imádkozik Oliviero életéért. Betoppan a fiú sértetlenül, s elmondja a lánynak, hogy a herceg megkegyelmezett neki, mégpedig úgy, hogy apjának nemesi címet adományozott, így a régi törvény érvényét vesztette.